# Eichenschild
Eichenschild ist eine 1998 gegründete deutsche Mittelalter-Rock-Band. Vorbild für den Bandnamen ist die Figur des Zwergenkönigs Thorin Eichenschild aus J. R. R. Tolkiens Werk Der Hobbit.

## Bandgeschichte
Die Mitglieder von Eichenschild spielten in der Schulband in Bischofswerda und in der Metal-Band Smokers Corner zusammen. Aus der Faszination für altertümliche Kultur mit ihren Mythen und Legenden entstand der Wunsch, diese Themen auch in der Musik aufzugreifen. Im Herbst 1998 wurden die ersten Lieder geschrieben und man benannte sich nach Tolkiens Romanfigur Thorin Eichenschild. Gitarre, Gesang, Schlagzeug und Bass war die Erstinstrumentierung. Später folgten Dudelsack und Flöte. Zwei lange Jahre mit vielen Proben und wenig Auftritten sollten folgen, ehe die erste „offizielle“ CD Mondscheinlegenden, eine Eigenproduktion, erschien. Da die Bandmitglieder ihr Studium begannen, blieb in den nächsten Jahren wenig Zeit für die Weiterentwicklung der Band. Im Dezember 2001 erschien dann das zweite Album Auf Gedeih und Verderb. 2002 begann Bassist Martin Hanisch sein Studium und konnte aufgrund der Lage des Studienplatzes nicht mehr bei Eichenschild mitwirken. Im Jahr 2005 erschien das vorerst letzte Album Das Ende vom Lied. Im selben Jahr fand Hanisch zurück zur Band, nun aber an der Rhythmus-Gitarre.
Am 22. Dezember 2007 fand das vorerst letzte Konzert von Eichenschild in Neukirch statt. In den drei Stunden des Konzertes wurden auch einige Lieder gespielt, die zuvor nur auf einem Demo enthalten waren. An diesem Abend sollte auch ein Live-Mitschnitt entstehen, der jedoch aufgrund vielfältiger technischer Probleme bei der Aufnahme nicht veröffentlicht wurde. Die Band schrieb, sie gönne sich eine „kreative Pause“.
Schlagzeuger Tony Ramenda spielt mittlerweile in der Chemnitzer Band Cafea Ticaya. Andre Petzold und Martin Hanisch bilden seit 2005 das Mittelalter-Folk-Duo Gebrüder Nonsens, ehemals bekannt unter dem Namen Furunkulus Nonsens.
Am 30. April 2011 gaben Eichenschild nach fast vierjähriger Abwesenheit wieder ein Konzert, das im Jugendhaus Neukirch stattfand. Auch im Jahr 2012 spielten Eichenschild ein paar Konzerte, allerdings ohne Ramenda und Hanisch, die anderweitig in Musikgruppen tätig sind.

## Stil
Eichenschild kombiniert moderne Instrumente mit Dudelsäcken, Flöten, Schalmeien und Drehleiern.

## Diskografie

### Alben
- 2000: Mondscheinlegenden, Eigenproduktion
- 2001: Auf Gedeih und Verderb, Eigenproduktion[1]
- 2003: Live in Einsiedel
- 2005: Das Ende vom Lied, Curzweyhl[2]

### Samplerbeiträge
- 2002: Der Nacht auf Astan Heft-CD Nr. 15
- 2003: Der Fluch auf Miroque 8
- 2005: Armer Sünder auf Miroque 11